# Igor Sakurdajew
Igor Walerjewitsch Sakurdajew (kasachisch Игорь Валерьевич Закурдаев; * 8. Januar 1987 in Ridder, Kasachische SSR, Sowjetunion) ist ein kasachischer Skirennläufer.

## Werdegang
Sakurdajew bestritt sein erstes internationales Rennen am 1. Februar 2005 bei einem FIS-Rennen in Innichen. 2009 nahm er an den Weltmeisterschaften teil. Sein bestes Resultat war der 34. Platz im Slalom. 2011, 2013 und 2015 nahm er ebenfalls teil. 2010 und 2014 nahm er an den Olympischen Winterspielen teil. 2014 erreichte er den 26. Platz in der Kombination. Bei den Winter-Asienspielen 2011 gewann er im Super-G und in der Kombination die Goldmedaille sowie die Silbermedaille in der Abfahrt. Im Weltcup debütierte er im Dezember 2010 im Super-G von Gröden, wo er 55. wurde. Sein bestes Weltcupresultat erreichte er im Januar 2014 in der Kombination von Wengen als 40.
Abgesehen von internationalen Großereignissen startete Sakurdajew hauptsächlich bei den kontinentalen Rennserien der FIS sowie bei FIS-Rennen in Russland und Europa. Sein bisher letztes internationales Rennen bestritt er am 4. März 2021 in Meschduretschensk. Zuvor hatte er zwischen März 2018 und Januar 2021 keine Rennen bestritten.

## Erfolge

### Olympische Winterspiele
- Vancouver 2010: 33. Super Kombination, 38. Slalom, 43. Super G, 50. Abfahrt, 51. Riesenslalom
- Sotschi 2014: 26. Super Kombination, 33. Abfahrt, 44. Super G
- Pyeongchang 2018: 37. Abfahrt, 41. Super-G, 51. Riesenslalom

### Weltmeisterschaften
- Val-d’Isère 2009: 34. Slalom, 45. Super G, DNQ Riesenslalom
- Garmisch-Partenkirchen 2011: 35. Super G, 42. Abfahrt
- Schladming 2013: 35. Abfahrt, 54. Super G, DNF Super Kombination
- Vail/Beaver Creek 2015: 42. Abfahrt, 47. Super G, 52. Riesenslalom, DNF Slalom, DNF Alpine Kombination

### Winter-Asienspiele
- Almaty 2011: 1. Abfahrt, 1. Super G, 2. Super-Kombination

### Far East Cup
- 3 Platzierungen unter den besten 30

### Nor-Am Cup
- 2 Platzierungen unter den besten 30

### South American Cup
- 3 Platzierungen unter den besten 20

### Universiade
- Innsbruck 2005: DNS Riesenslalom

### Weitere Erfolge
- 8 Siege in FIS-Rennen